# Флорика (Бузау)
Флорика (рум. Florica) насеље је у Румунији у округу Бузау у општини Флорика. Oпштина се налази на надморској висини од 81 m.

## Становништво
Према подацима из 2002. године у насељу је живело 1631 становника, од којих су сви румунске националности.